# Octobre 1920

## Événements
- 9 octobre : 
  - la Pologne reprend Vilnius à la Lituanie;
  - le pilote français Bernard Barny de Romanet bat le record de vitesse pure : 292,682 km/h sur un « Spad-Herbemont ».

- 10 octobre : 
  - plébiscite en Carinthie qui se prononce pour le rattachement à l’Autriche;
  - le pilote français Joseph Sadi-Lecointe bat le record de vitesse pure en avion : 296,694 km/h sur un « Nieuport-Delage ».

- 14 octobre : 
  - traité de Dorpat (Tartu) fixant les frontières entre la Russie et la Finlande.

- 15 octobre : 
  - L'Esprit nouveau, revue d’architecture lancée par Amédée Ozenfant, Le Corbusier et Paul Dermée;
  - inauguration de la première ligne postale internationale en Amérique avec la liaison entre Seattle (États-Unis) et Victoria (Canada)

- 20 octobre : le pilote français Joseph Sadi-Lecointe bat le record de vitesse pure en avion : 302,529 km/h sur un « Nieuport-Delage ».

- 24 octobre : Targa Florio.

- 26 octobre :  Plusieurs milliers de gardes russes blancs venus de Sibérie, commandés par le général balte Roman Fedorovitch Von Ungern-Sternberg,  envahissent la Mongolie. Mythomane sanguinaire, soutenu par les Japonais et le dalai-lama, Ungern-Sternberg entend reconstituer l'empire de Gengis Khan. Ils attaquent à quatre reprises la capitale, Ourga, sans succès[1],[2].

- 28 octobre : traité de Paris : la Bucovine, la Transylvanie, le Banat oriental et la Bessarabie sont réunis au Royaume de Roumanie, qui double sa superficie et sa population, avec 295 000 km2 et 16 300 000 habitants contre 138 000 km2 et 7 500 000 habitants en 1914.[réf. nécessaire]

## Naissances
- 1er octobre : Walter Matthau, acteur américain († 1er juillet 2000).
- 2 octobre : Melito Maurice Miot dit, peintre français, († 14 mai 1994).
- 8 octobre :
  - Frank Patrick Herbert, écrivain américain († 1986).
  - Raymond Reynaud, peintre, sculpteur et plasticien français, († 10 juillet 2007).
- 9 octobre : Yusef Lateef, compositeur et musicien de jazz américain († 23 décembre 2013).
- 10 octobre : Gail Halvorsen, pilote américain de l'US Air force († 16 février 2022).
- 11 octobre : James Hickey, cardinal américain, archevêque de Washington, D.C. († 24 octobre 2004).
- 12 octobre : 
  - Louis Hickel, résistant, médecin et homme politique français († 4 juin 1977).
  - Christopher Soames, homme politique britannique († 16 septembre 1987).
- 15 octobre :
  - Heinz Barth, criminel de guerre allemand, responsable du massacre d'Oradour-sur-Glane († 6 août 2007).
  - Achod Malakian, cinéaste français connu sous le nom d'Henri Verneuil († 2002).
- 17 octobre : Miguel Delibes, écrivain espagnol († 12 mars 2010).
- 20 octobre : 
  - Janet Jagan, femme politique, ancien président de Guyane († 28 mars 2009).
  - Jacques Sallebert, journaliste français († 27 novembre 2000).
- 22 octobre : Timothy Leary, essayiste américain, psychologue, militant pour les drogues († 1996).
- 24 octobre : Robert Coffy, cardinal français, archevêque de Marseille († 15 juillet 1995).
- 25 octobre : Geneviève de Gaulle-Anthonioz, militante caritative française († 2002).
- 26 octobre : Aarno Walli, chef d'orchestre et pianiste finlandais († 16 août 2007).
- 28 octobre : Roger Lanzac, animateur de télévision et de radio français († 25 novembre 1996).
- 31 octobre : Helmut Newton, photographe allemand († 2004).

## Décès
- 16 octobre : Alberto Nepomuceno, compositeur brésilien (° 6 juillet 1864).
- 25 octobre : Alexandre Ier, roi de Grèce (º 1er août 1893).
- 30 octobre : « El Gordito » (Antonio Carmona y Luque), matador espagnol (° 19 avril 1838).
- 31 octobre : Alphonse Desjardins, fondateur des caisses populaires Desjardins (º 5 novembre 1854).